# Cleopatra laat gif proeven door ter dood veroordeelde gevangenen
Cleopatra laat gif proeven door ter dood veroordeelde gevangenen (Franstalig origineel: Cléopâtre essayant des poisons sur des condamnés à mort) is een schilderij van de Franse kunstenaar Alexandre Cabanel uit 1887. De schilder, lid van de prestigieuze Académie des Beaux-Arts en leraar aan de Beaux-Arts de Paris, bevond zich toen op het hoogtepunt van zijn roem. Cabanel schilderde dit werk voor het Museum van de Academiekers, opgericht in 1852 door de Koninklijke Academie voor Schone Kunsten van Antwerpen, die het werk in 1887 van de kunstenaar kocht en het in bruikleen gaf aan het museum. Het schilderij behoort anno 2015 tot de collectie van het Koninklijk Museum voor Schone Kunsten Antwerpen.

## Context
Als femme fatale van de antieke oudheid spreekt Cleopatra al lang tot de verbeelding. In de 19e eeuw werd ze veelvuldig afgebeeld en beschreven. De interesse voor de kunst uit het oude Egypte bereikte toen een ongekend hoogtepunt. Archeologische ontdekkingen, studies en reizen leidden in de 19e eeuw tot een ware egyptomanie. Er kwamen veel afbeeldingen en artikelen beschikbaar. Zo kende Cabanel waarschijnlijk de illustraties van David Roberts. Deze informatie vulde hij aan met fantasie-elementen.

## Beschrijving

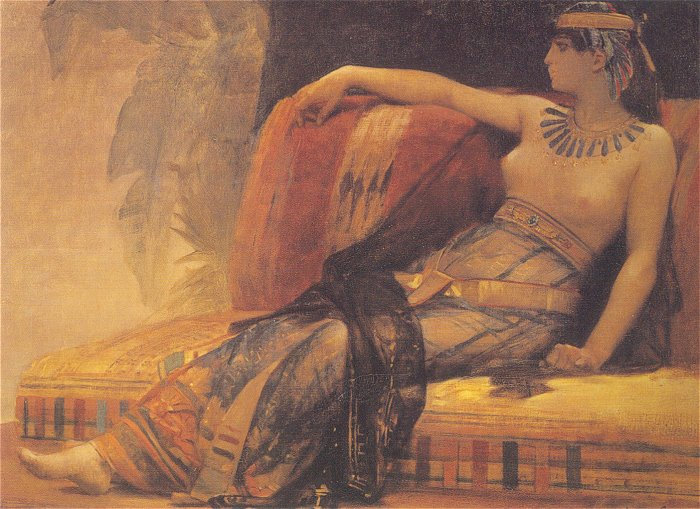
Studie Cleopatra

Op het schilderij kijkt de Egyptische koningin Cleopatra op de voorgrond vanaf een lage bank toe hoe enkele gevangenen vergiftigd worden, schijnbaar onaangedaan. Ze zit op een leeuwenhuid, waarvan links de kop nog te zien is. Op haar hoofd draagt zij een kroon met een gier. De kop van vogel stijgt iets boven haar voorhoofd uit, terwijl de vleugels langs haar oren naar beneden lopen. De koninginnen van Egypte droegen dit soort versieringen al sinds de vierde dynastie. Aan haar voeten ligt een luipaard, symbool voor de godin Mafdet, de koninklijke macht. Rechts wuift een bediende de koningin koelte toe met een grote waaier. Cabanel werkte deze scène erg precies uit, met veel kleurrijke details.
De gruwelijkheden links op de achtergrond staan hiermee in schril contrast. Op de grond ligt een man die met een van pijn vertrokken gezicht zijn maag vasthoudt. Het gif dat zijn lijden veroorzaakt, komt waarschijnlijk uit het flesje dat de vrouw die zich over hem heen buigt in haar hand houdt. Achter het tweetal dragen twee mannen een lichaam weg. Volgens Plutarchus voerde Cleopatra dergelijke experimenten echt uit in haar zoektocht naar een snelle en pijnloze manier om zelfmoord te plegen. Deze figuren zijn waziger en minder kleurrijk geschilderd dan de voorgrond. Dit werk is een voorbeeld van 'l'art pompier', de academische salonschilderkunst uit de tweede helft van de 19e eeuw.
Voor het paleis aan de linkerkant van het schilderij, liet Cabanel zich inspireren door tempels in Edfu en Philae.